# قدر نسبت

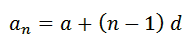
یک فرمول برای دنباله‌های حسابی

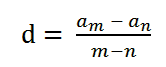
فرمول بدست آوردن قدر نسبت

تصاعد حسابی به دنباله‌ای از اعداد گفته می‌شود که اختلاف هر دو جمله متوالی آن مقداری ثابت است که به این اختلاف ثابت قدر نسبت گفته می‌شود و با نماد d نمایش داده می‌شود.
فرمول کلی تصاعد حسابی عبارت است از: از فرمول فوق می‌توان فرمول زیر که برای محاسبه قدر نسبت است به دست آورد.